# قشلاق قراو غلي جبار
قشلاق قراو غلي جبار هي قرية في مقاطعة بارس أباد، إيران. عدد سكان هذه القرية هو 102 في سنة 2006.